# Grid (computerspelserie)
Grid (gestileerd als GRID) is een computerspelserie van racespellen ontwikkeld door Codemasters en uitgegeven door Electronic Arts.

## Serie
De Grid-serie volgde direct op de TOCA-serie en richt zich niet langer specifiek op toerwagens maar op een breder vlak in de motorsport.
Het eerste spel in de Grid-serie verscheen voor het eerst in mei 2008. Vlak voor de release was een demoversie beschikbaar die ruim een miljoen keer werd gedownload.
Een vervolgdeel kwam uit in mei 2013. Er werden bestaande racecircuits en stedelijke gebieden toegevoegd met een keuze uit voertuigen vanaf de jaren 70.
Met Grid Autosport uit 2014 legde men zich weer toe op het racegedeelte van de serie. Er werden grote veranderingen in de gameplay aangebracht, waaronder in de besturing van de auto's.
In 2019 verscheen het vierde spel in de serie. Het verscheen voor Windows, PlayStation 4 en de Xbox One. In november 2019 kwam ook een versie voor Google Stadia beschikbaar. Men kan kiezen uit onder meer voertuigen uit Le Mans en Daytona. Een van de nieuwe functies is dat elke computergestuurde wagen elk zijn eigen rijstijl heeft in het spel.
Grid Legends is het vijfde deel in de serie en verscheen in februari 2022. Men kan in het spel rijden op bestaande circuits en in de stedelijke gebieden van onder meer San Francisco, Parijs, Londen en Moskou. In het spel zijn meer dan 100 voertuigen beschikbaar. Nieuw in dit spel is dat men zelf races kan samenstellen.

## Spellen in de reeks
- Race Driver: Grid (2008)
- Grid 2 (2013)
- Grid Autosport (2014)
- Grid (2019)
- Grid Legends (2022)